# Sesarmaxenos monticola
Sesarmaxenos monticola is een krabbezakjessoort uit de familie van de Sacculinidae. De wetenschappelijke naam van de soort is voor het eerst geldig gepubliceerd in 1911 door Annandale.